# Río Kamchatka

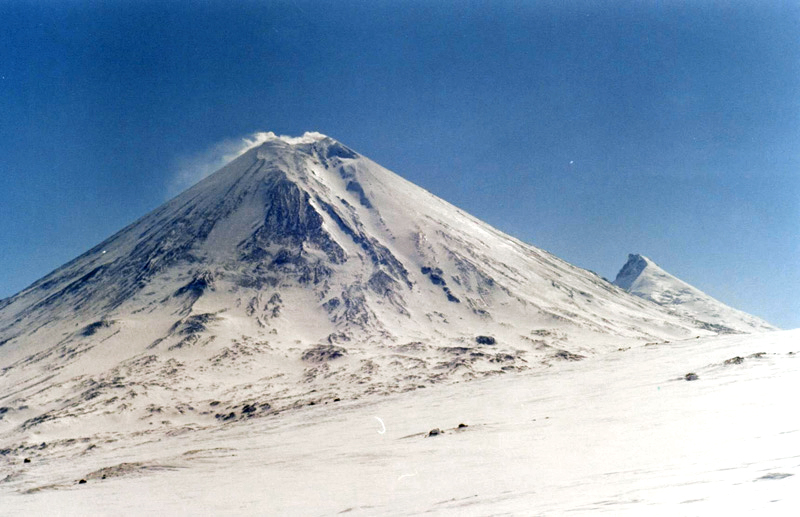
El volcán Kliuchevskoi, que el río Kamchatcka bordea en su tramo final.

El río Kamchatka (del ruso: Камча́тка) es un largo río asiático que discurre por la península de Kamchatka, en Rusia, y desemboca en el océano Pacífico. Tiene una longitud de 758 km y drena una cuenca de 55 900 km² (mayor que países como Togo o Croacia).
Administrativamente, todo el río discurre por el krai de Kamchatka de la Federación de Rusia.
El río es muy rico en salmones que remontan el río cada año por millones, y que antes constituían una de las bases de la alimentación de la población indígena de los itelmenes.

## Geografía
El río Kamchatka tiene su fuente en la Cadena Central (Sredny khrebet), una especie de «columna vertebral» de la península Kamčatka de la que es el río más grande. Discurre un corto tramo en dirección sur, pero en seguida se vuelve hacia el noreste, en un tramo inicial de montaña con numerosos rápidos. Se adentra aguas abajo en la llanura central de la península, la depresión localizada entre los macizos Central y Oriental y se convierte en un río de llanura, con numerosos brazos e islas y meandros cambiantes y serpenteantes. Pasa por los pequeños asentamientos de Puschino, Krasnoie Zharmia, Milkovo, Kirganik, Mashura, Dolinovska, Rubikovo, Makarka, Sredne-Kamchatsk, Krapivnaia, Kozirevsk, Granevo, Kamenska, Ushki, Kozirevskii, Krasni Iar y Kresti. 
Luego se vuelve hacia el este para rodear el volcán Kliuchevskoi (4750 m), entrando en su tramo final en el que tras legar a Kamaki, corta limpiamente la cadena Oriental y sale a la vertiente oriental, ya cerca de la costa. Continua por Obujovo, Berezovii Iar, Nikolaievska y al puerto de Ust-Kamchatsk (4.400 hab. est. en 2007), el único asentamiento de importancia de todo su curso, situado en la desembocadura. El río desemboca mediante un delta  con numerosos canales muy cambiantes, separados por arena y guijarros, que en su parte posterior conecta con el lago Nerpichye, el lago más grande de Kamchatka. El delta comunica con el golfo de Kamchatka, en el Pacífico Norte (casi en el límite con el mar de Béring).
El río es navegable un tramo de 486 km desde la boca, aunque se ve afectado por un período de heladas más bien largo, que va en promedio de noviembre a abril-mayo.
El río tiene muchos afluentes, siendo los principales los ríos Kensol, Andrianovka, Zhupanka, Kozyrevka, Kitilgina, Urts, Kirganik, Kavicha y Bol'shaia Kimitina.
El Kamchatka es rico en peces, siendo el lugar de desove de muchas especies de salmón, incluyendo chavychi. La pesca se realiza como actividad industrial y también como pesca recreativa, ya que Kamchatka es uno de los lugares elegidos por turistas de todo el mundo.

## Hidrología
El río Kamchatka tiene un régimen nival de llanura. Su caudal es mucho más equilibrado que el de la mayoría de los ríos de Siberia. Experimenta un periodo de crecidas durante los tres meses de verano, con un máximo de 1710 m³/s en julio. Su caudal mensual disminuye de forma regular hasta los 396 m³/s en marzo. 
Caudal medio mensual medido en la estación hidrológica de Kliuchi
 (Datos calculados para el período 1931-1984 -  cuenca: 45.600 km² - en m³/s)